# Хоцень (гмина)
Хоцень (пол. Choceń) — сельская гмина (волость) в Польше, входит как административная единица в Влоцлавский повет, Куявско-Поморское воеводство. Население — 7978 человек (на 2004 год).

## Сельские округа
1. Бодзаново
2. Бодзанувек
3. Божиме
4. Божимовице
5. Хоцень
6. Черневице
7. Грабувка
8. Яново
9. Ярантовице
10. Круково
11. Кузнице
12. Лютобуж
13. Немоево
14. Ольганово
15. Пустки-Смиловске
16. Северск
17. Скибице
18. Старе-Наконово
19. Шатки
20. Щутково
21. Смиловице
22. Вихровице
23. Вильковице
24. Вильковички
25. Воля-Наконовска
26. Зомбин

## Прочие поселения
1. Филипки
2. Гаювка
3. Ежево
4. Кемпка-Шляхецка
5. Лиево
6. Лопатки
7. Луговиска
8. Нова-Воля
9. Стефаново
10. Щытно
11. Сверково
12. Закшевек
13. Запуст

## Соседние гмины
1. Гмина Бонево
2. Гмина Ходеч
3. Гмина Коваль
4. Гмина Любень-Куявски
5. Гмина Любранец
6. Гмина Влоцлавек